# Trachelyopterus galeatus
Trachelyopterus galeatus es una especie de pez de la familia Auchenipteridae en el orden de los Siluriformes.

## Morfología
• Los machos pueden llegar alcanzar los 22 cm de longitud total.

## Alimentación
Los adultos comen  artrópodos, peces más pequeños, gusanos y a veces, también frutos.

## Distribución geográfica
Se encuentra al norte de Sudamérica.

## Valor gastronómico
Su carne de color rosáceo es altamente apreciada por la población local.

## Observaciones
Tiene una longevidad de 3 años.